# Barycnemis tobiasi
Barycnemis tobiasi är en stekelart som beskrevs av Andrey Ivanovich Khalaim 2004. Barycnemis tobiasi ingår i släktet Barycnemis och familjen brokparasitsteklar. Inga underarter finns listade.